# Edelaraudtee
Edelaraudtee est une société ferroviaire estonienne (société d'infrastructure ferroviaire et de transport de marchandises).

## Histoire

Réseau ferroviaire en Estonie (2009).

Fondée en 1997, la compagnie ferroviaire possède les lignes de Tallinn à Pärnu (fermée en 2018) et Viljandi, sur lesquelles circulent des trains express et de fret. Outre la circulation des trains sur ces services, la société a également exploité des trains de passagers sur les lignes de Tallinn à Narva, Koidula et Valga (ainsi que des trains express sur la ligne vers Tartu), où Eesti Raudtee est le gestionnaire de l'infrastructure. 
Avec le retrait des automotrices DR1 et la mise en service des nouvelles automotrices à plancher bas Stadler Flirt (en version diesel et électrique), tous les services domestiques de transport de passagers ont été transférés à Elektriraudtee, qui n'avait jusqu'alors exploité que des services électriques locaux dans la région de Tallinn.
Edelaraudtee a été rachetée par la compagnie ferroviaire britannique GB Railways en 2001. À la suite de leur rachat, la société appartient désormais à FirstGroup. Actuellement, Edelaraudtee n'exploite plus de services de transport de passagers, mais est principalement responsable (via sa filiale Edelaraudtee Infrastruktuuri AS) de l'entretien et de l'expansion de la ligne et des stations restantes entre Tallinn et Viljandi[réf. nécessaire].

## Galerie

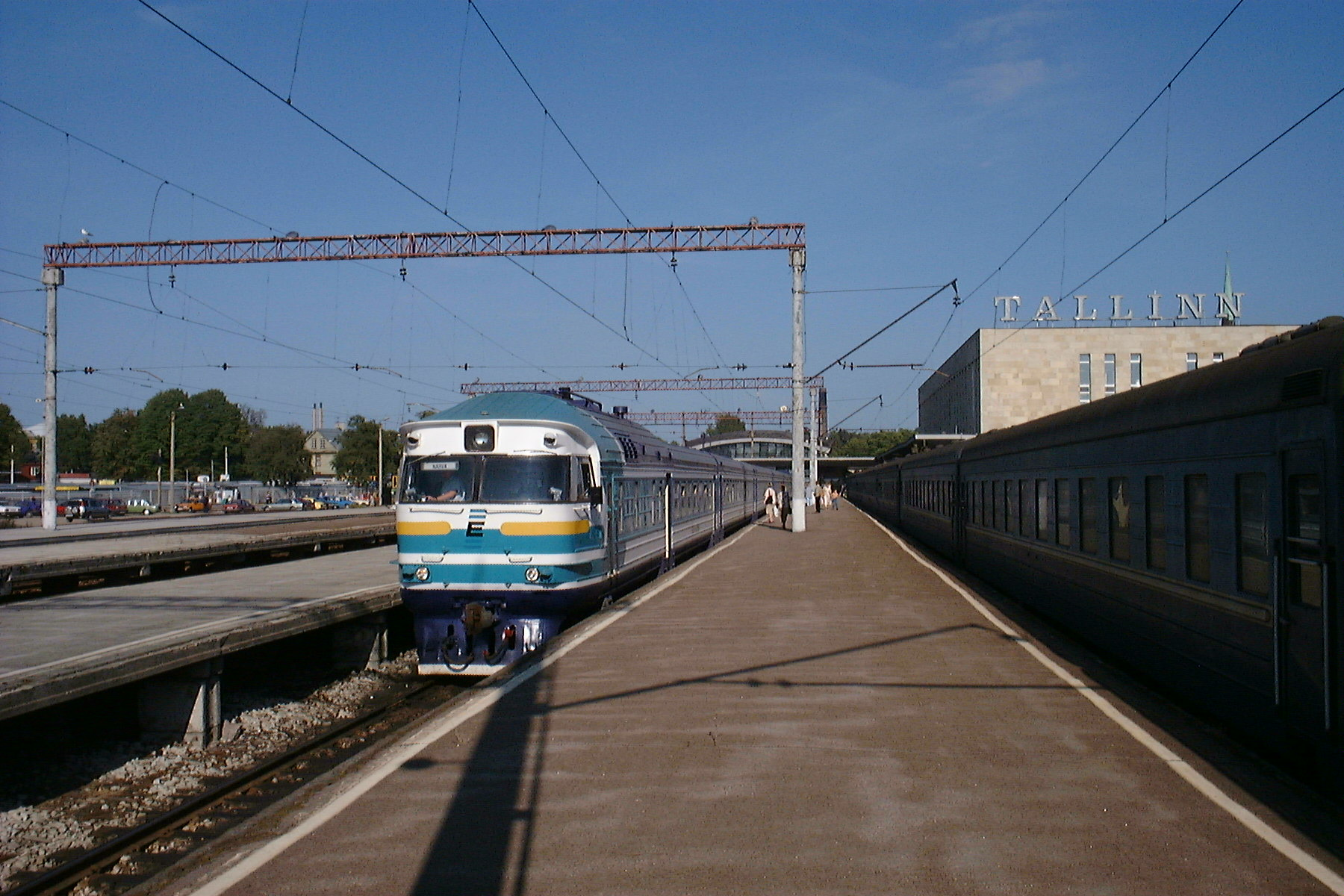
Train Edelaraudtee dans la gare de la Baltique (1999).
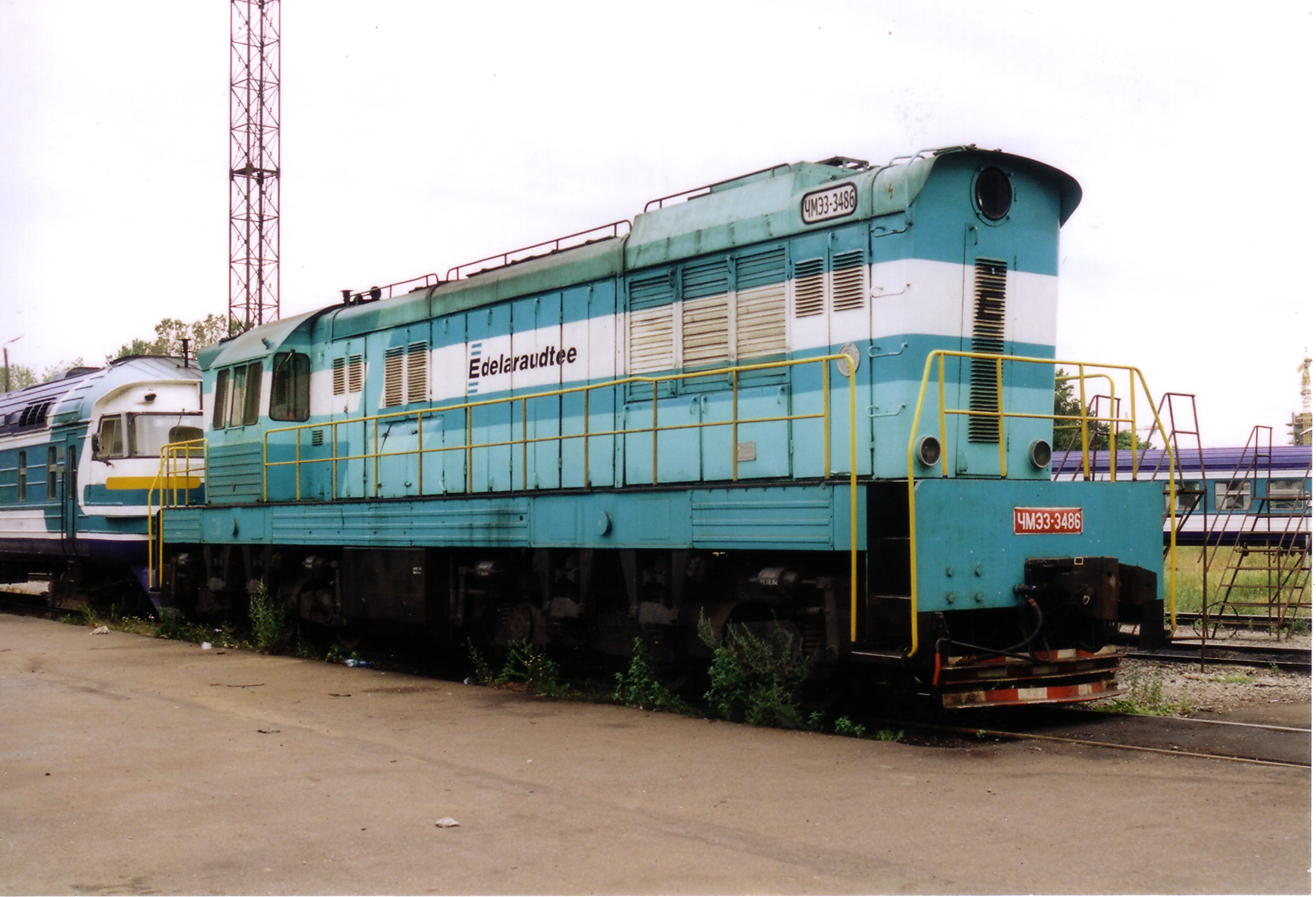
Locomotive à Tallinn (2005).
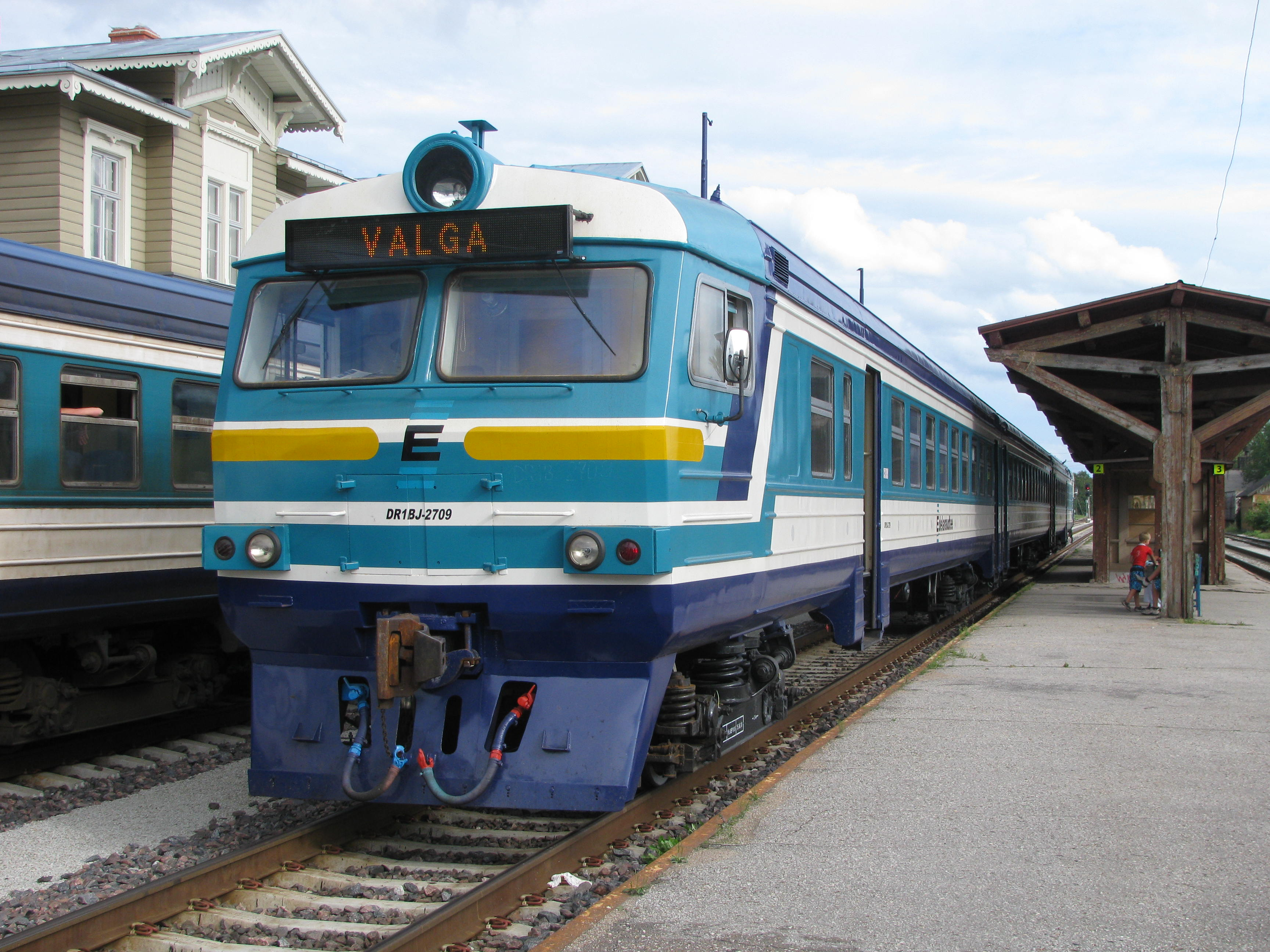
Train Edelaraudtee à Tartu (2010).